# Seznam slovenskih kanuistov
Seznam slovenskih kanuistov.

## A
- Janez Andrejašič

## B
- Anže Berčič
- Alenka Bernot
- Dare Bernot
- Natan Bernot
- Luka Božič

## C
- Lučka Cankar
- Blaž Cof

## D
- Branko Drovenik - Funa

## G
- Metod Gabršček
- Jože Gerkman
- Andrej Grobiša
- Peter Guzelj

## H
- Eva Alina Hočevar
- Simeon Hočevar
- Tone Hočevar (kanuist)
- Žiga Lin Hočevar
- Borut Horvat

## J
- Žan Jakše
- Anže Janežič
- Jure Janežič
- Borut Javornik
- Andrej Jelenc
- Borut Justin

## K
- Tine Kancler?
- Alja Kozorog
- Miloš Kralj (1946)
- Franc Ferdo Kukec

## L
- Jure Lenarčič
- Sebastjan Linke
- Josip Lipokatić

## M
- Jakob Marušič
- Srečko Masle
- Nina Mozetič

## N
- Ajda Novak
- Lea Novak

## P
- Slavko (Stanislav) Pintar
- Janez Polajnar?
- Nejc Polenčič
- Damjan Prelovšek

## S
- Bojan Savnik
- Benjamin Savšek
- Janez Skok
- Martin Srabotnik?
- Dejan Stevanovič
- Jošt Svetek (1952-2012)

## T
- Sašo Taljat
- Žiga Taljat
- Gregor Terdič
- Lan Tominc
- Dušan Tuma

## V
- Andraž Vehovar
- Jože Vidmar
- Milan Vidmar (1942)

## Z
- Milan Zadel
- Jošt Zakrajšek

## Ž
- Boštjan Žitnik
- Franc Žitnik
- Leon Žitnik
- Marko Žitnik
- Jernej Župančič Regent?